# Кордовський договір
Кордовський договір — мирна угода між Іспанією і Мексикою, яка завершила війну мексиканського народу за незалежність. Підписаний 24 серпня 1821 року у мексиканському місті Кордові іспанським намісником у Мексиці Хуаном О'Доног'ю і лідером мексиканських феодально-клерикальних кіл Аґустіном де Ітурбіде.
Договір підтверджував основні положення «плану Ігуали», у якому Ітурбіде сформулював свою реакційну програму, що передбачала здійснення «трьох гарантій»: створення незалежної Мексики, єднання (тобто рівності іспанців і креолів) і релігії (тобто збереження в Мексиці панування католицької церкви). Хуан О'Доног'ю зобов'язувався вивести із Мехіко іспанські війська.
Згідно договору створювалась незалежна конституційна Мексиканська імперія (статті 1—2) під керівництвом Фернанда VII або будь-якого іншого представника іспанських Бурбонів, а у випадку їх відмови — особи призначеної кортесами імперії (стаття 3). Із представників панівних класів Мексики і іспанської колоніальної адміністрації призначалася тимчасова урядова хунта (статті 6—8) для здійснення законодавчої влади до скликання кортесів імперії і прийняття конституції (статті 10, 12, 14). Для здійснення виконавчої влади хунтою призначалася регентська рада (статті 11, 13, 14). Хунта і рада невдовзі були сформовані переважно із прихильників Ітурбіде і на чолі з ним. 
Договір анульований іспанськими кортесами у лютому 1822 року.